# Дженет Ілі
Дженет Ілі (англ. Janet Ely, 12 вересня 1953) — американська стрибунка у воду.
Учасниця Олімпійських Ігор 1972, 1976 років.
Чемпіонка світу з водних видів спорту 1975 року.
Призерка Панамериканських ігор 1975 року.